# Le Dîner de cons (film)
Pour la pièce originale, voir Le Dîner de cons.
Pour plus de détails, voir Fiche technique et Distribution.
Le Dîner de cons est un film français de Francis Veber, adapté de sa propre pièce et sorti en 1998.
Le film suit Pierre Brochant, célèbre éditeur parisien, qui organise chaque mercredi avec des amis un « dîner de cons » : chaque organisateur amène avec lui un « con », intarissable sur un sujet précis, qu'il a déniché au hasard. Ensuite, les organisateurs se moquent des « cons » toute la soirée sans que ces derniers s'en rendent compte. À l'issue du repas, on choisit le champion.
Nommé six fois lors de la 24e cérémonie des César en 1999, le film obtient trois récompenses : meilleur acteur pour Jacques Villeret, meilleur acteur dans un second rôle pour Daniel Prévost et meilleur scénario original ou adaptation pour Francis Veber.
Le film est un grand succès au box-office avec plus de 9 millions d'entrées en France, faisant de lui le deuxième plus gros succès de l'année derrière Titanic, qui totalisa plus de 20 millions d'entrées. Devenu un classique de la comédie française, il jouit toujours d'une grande popularité ; ainsi certains dialogues ou scènes du film sont devenus des références pour le public francophone.

## Synopsis
Un ami de Pierre Brochant, Jean Cordier, lui a trouvé un fabuleux candidat pour son prochain dîner de cons lors d'un trajet en TGV : François Pignon, employé du ministère des Finances qui se passionne pour les constructions de maquettes en allumettes. Pierre Brochant, victime d’un tour de reins à la suite d'un faux mouvement en jouant au golf, décide de le recevoir chez lui avant de l’emmener au dîner, afin de l’« étudier » un peu. Offusquée par le concept d’un dîner de cons et ne souhaitant pas en être complice en rencontrant l’intéressé, Christine, la femme de Pierre, décide de quitter les lieux sous le regard du professeur Sorbier, appelé pour le tour de reins de Pierre, qui semble amusé par le concept de dîner de cons.
Brochant est immobilisé chez lui pour recevoir Pignon et devra se résoudre à renoncer à son dîner. Soudain, Christine laisse un message sur son répondeur pour lui annoncer leur rupture. Pignon, que sa femme Florence a quitté deux ans auparavant pour un collègue que lui-même trouve stupide, comprend sa souffrance psychologique et se met en tête de l’aider malgré les supplications continuelles de Brochant pour être laissé seul.
Brochant demande à Pignon d'appeler le docteur Sorbier pour soigner son tour de reins, aggravé par une chute malencontreuse de Pignon alors qu'ils partaient pour se rendre au dîner. Une nouvelle maladresse de Pignon lui fait appeler le mauvais numéro dans le carnet d’adresses de Brochant. Lorsqu'il demande le nom de la personne au bout du fil, croyant alors parler à « Marlène, sa sœur », il confie dans le détail à cette dernière la détresse amoureuse de Brochant. Brochant explique alors à Pignon qu'il a révélé à Marlène Sasseur, une nymphomane hystérique amoureuse de lui, qu'il est désormais célibataire. Ce dernier, voulant à tout prix éviter qu'elle ne débarque chez lui, charge alors Pignon de la rappeler et de lui annoncer que sa femme est rentrée, pour clore l’incident. Pignon commet une nouvelle gaffe et Marlène est déterminée à venir. Brochant appelle Marlène à son tour et, dans la conversation téléphonique, Marlène suspecte que sa femme est retournée auprès de Juste Leblanc, qui était le meilleur ami de Pierre, avant qu'il ne lui prenne Christine, femme et coautrice de Leblanc pour leur livre, Le Petit Cheval de Manège.
Brochant se résout à solliciter l’aide de Pignon pour appeler Leblanc en élaborant un stratagème pour en avoir le cœur net : Pignon se fait passer pour un producteur de films, le Belge George Van Brugel des Films du Plat Pays, souhaitant adapter au cinéma le livre écrit à l’époque par Leblanc et Christine. Pignon se prend au jeu et commence à discuter du prix des droits d’adaptation du film, oubliant les instructions de Brochant qui étaient d’obtenir de Leblanc l’information sur la manière de joindre Christine. Brochant le charge alors de rappeler Leblanc mais, par maladresse, Pignon révèle à Leblanc le numéro de téléphone auquel il est joignable, qui n’est autre que le numéro de Brochant. Juste Leblanc, qui a démasqué la supercherie, n’a cependant pas gardé de rancœur envers son vieil ami et lui promet de le rappeler si jamais il en sait plus.
Pignon aide Brochant à s'allonger sur son lit puis Brochant lui demande de partir. Sur le pas de la porte, Pignon rencontre Christine qui, prise de remords, décide de rentrer à la maison. La prenant pour Marlène, il ment sur l’état affectif de Brochant en lui affirmant qu’il n’est pas affecté du tout par le départ de sa femme. Apprenant de surcroît l’existence d’une maîtresse de son mari, Christine s’en va pour de bon. Pignon confirme à Brochant qu'il a viré Marlène et Juste Leblanc arrive pour aider Pierre à retrouver Christine.
Leblanc suspectant que Christine pourrait s’être réfugiée dans les bras d’un publicitaire connu, l'obsédé sexuel Pascal Meneaux, qui lui a déjà fait des avances, Brochant doit se résoudre à quémander l’aide de Pignon, qui peut lui trouver son adresse, par l’intermédiaire de Lucien Cheval, son collègue du ministère des Finances qui travaille en ce moment sur le contrôle fiscal de Meneaux. Cheval, seul chez lui devant un match de football, Pignon préfère attendre la mi-temps pour ne pas le mettre de mauvaise humeur. Alors que Pignon regarde le match pour savoir quand sera la mi-temps, Brochant l'appelle, furieux. La véritable Marlène Sasseur vient d'arriver et c'est finalement Leblanc qui parvient à l’éjecter de l'appartement.
Brochant se rend compte que Pignon a en réalité renvoyé sa femme et lui ordonne de partir immédiatement, mais Leblanc le convainc qu'il a besoin de lui pour appeler Cheval. Après une querelle de supporters de football, qui l'oblige à rappeler une deuxième fois, Pignon obtient de Cheval qu'il les rejoigne dans l’appartement de Brochant après avoir récupéré le dossier de Meneaux au ministère des Finances. Branle-bas de combat ensuite pour dissimuler les bibelots et autres tableaux de valeur – provenant visiblement de revenus non déclarés au fisc – qui parsèment l’appartement, Cheval étant « un des meilleurs contrôleurs de la boîte ». N’ayant comme boisson que des grands crus à servir à ses invités, et ayant appris que Cheval a une bonne connaissance des vins, Brochant ajoute du vinaigre dans le vin qu’il compte lui servir pour prétendre qu’il vit modestement.
Dès son arrivée, Cheval n’est toutefois pas dupe, ayant repéré les marques sur les murs ou la poussière sur les tables qui trahissent la présence récente de certains objets. Cependant, Cheval reste hilare et ne rate jamais une occasion de faire des plaisanteries, au grand dam de Brochant. Ce dernier s'énerve et Cheval lui donne immédiatement l'adresse de Meneaux. Leblanc propose alors à Pignon une stratégie : appeler Meneaux en se faisant passer pour un ami de son associé, Jean-Paul Roussin, et lui faire croire que Brochant et des amis costauds viennent chez lui pour tout casser parce qu'il est au courant pour Meneaux et sa femme. Soit Meneaux vire Christine par panique, soit elle n'est pas chez lui.
Alors que Pignon n’avait cette fois-ci fait aucune gaffe dans le texte à réciter pour passer le coup de téléphone anonyme à Meneaux, ce dernier lui apprend qu’il n’est pas avec Christine mais avec Charlotte, la femme de Cheval, son contrôleur fiscal, qui le persécute depuis des mois. Désappointé, Cheval rappelle chez Meneaux et ordonne à sa femme de quitter les lieux immédiatement. Il avale d’une traite le verre de vin trafiqué par Brochant, ce qui l'oblige à se rendre en catastrophe vers les toilettes. Mal orienté par Pignon, il découvre la pièce où ont été entreposés tous les biens de valeur que Brochant voulait lui dissimuler. Reprenant ses esprits, Cheval promet de revenir très prochainement pour un contrôle fiscal en bonne et due forme et s'en va. Leblanc quitte à son tour l'appartement et promet à Brochant de le prévenir si Christine donne des nouvelles.
Puis le téléphone sonne, Christine a eu un accident de voiture, elle est à l'hôpital Bichat. Brochant décide de se rendre à son chevet malgré son tour de reins. Le téléphone sonne à nouveau, Pignon décroche et réceptionne un appel désespéré de Marlène Sasseur, qui regrette de s’être éprise de Brochant, qu’elle considère comme méchant et égoïste. Elle lui révèle que Brochant participe chaque semaine à un dîner de cons. Pignon comprend alors la véritable nature du dîner auquel il a été convié.
Alors que Pignon réclame des explications sur le dîner, Christine appelle, elle est toujours fâchée après Pierre et ne veut pas qu'il vienne la voir à l'hôpital. Ironique avec Pignon, qui le voit désormais comme un homme méchant et désespéré, Brochant se réfugie dans l’alcool et les médicaments.
Pignon prend l'initiative d’appeler l'hôpital mais on refuse de lui passer Christine à cause de l'heure tardive. Il prétend alors être le professeur Sorbier auprès de la secrétaire, qui transmet la communication. Il explique à Christine tous les efforts réalisés par son mari pour la retrouver ce soir et en lui garantissant qu’il s’est débarrassé de sa maîtresse, s’est réconcilié avec son ami Leblanc et a affronté un contrôleur fiscal. Il lui explique également le désastre qu'a provoqué sa rupture avec sa propre femme deux ans auparavant. Devant l’incrédulité de Christine, qui suspecte que cette conversation a été commandée par Pierre, Pignon prétexte avoir quitté l’appartement et ment en disant qu'il appelle depuis une cabine téléphonique.
Au terme de cet appel, Christine promet de réfléchir et tout semble enfin arrangé, et Brochant s’excuse humblement auprès de Pignon pour l’avoir considéré comme un « con », s’engageant à ne plus jamais utiliser ce mot à la légère. C’est alors que Christine rappelle et que Pignon décroche le combiné, une nouvelle maladresse qui laissera Christine, croyant que Pignon lui a menti, douter de la sincérité de son mari et raccrocher immédiatement. Tout est à recommencer.
La dernière scène montre Pignon navré essayant de rattraper sa bourde irréparable, devant Brochant répétant sans cesse « Mais quel con ! ».

## Fiche technique
Sauf indication contraire, les informations mentionnées dans cette section peuvent être confirmées par la base de données cinématographiques IMDb,  présente dans la section « Liens externes ».
- Titre : Le Dîner de cons[1]
- Titre international : The Dinner Game
- Réalisation : Francis Veber
- Scénario, adaptation et dialogues : Francis Veber d'après sa pièce homonyme créée au théâtre des Variétés en 1993
- Musique : Vladimir Cosma
- Direction artistique : Gilles Boillot et Sophie Campbell
- Décors : Hugues Tissandier
- Costumes : Jacqueline Bouchard
- Photographie : Luciano Tovoli
- Son : Bernard Bats, François Groult, Bruno Tarrière
- Montage : Georges Klotz
- Production : Alain Poiré
- Sociétés de production[2] : Gaumont, Efve Films, TF1 Films Production, avec la participation de TPS Cinéma
- Sociétés de distribution : Films Lions Gate
- Budget : 12,5 millions d’ €[3]
- Pays de production :  France
- Langue originale : français
- Format[4] : couleur (Eastmancolor) - 35 mm - 2,35:1 (CinemaScope) - son Dolby Digital
- Genre : comédie
- Durée : 80 minutes
- Dates de sortie[1] :
  - France, Belgique : 15 avril 1998[5]
  - Québec : 25 mai 1998[6]
- Classification[7] :
  - France : tous publics[8]
  - Belgique : tous publics (Alle Leeftijden)[5]
  - Québec : tous publics (G - General Rating)[6]
  - Suisse romande : interdit aux moins de 7 ans[9]

## Distribution

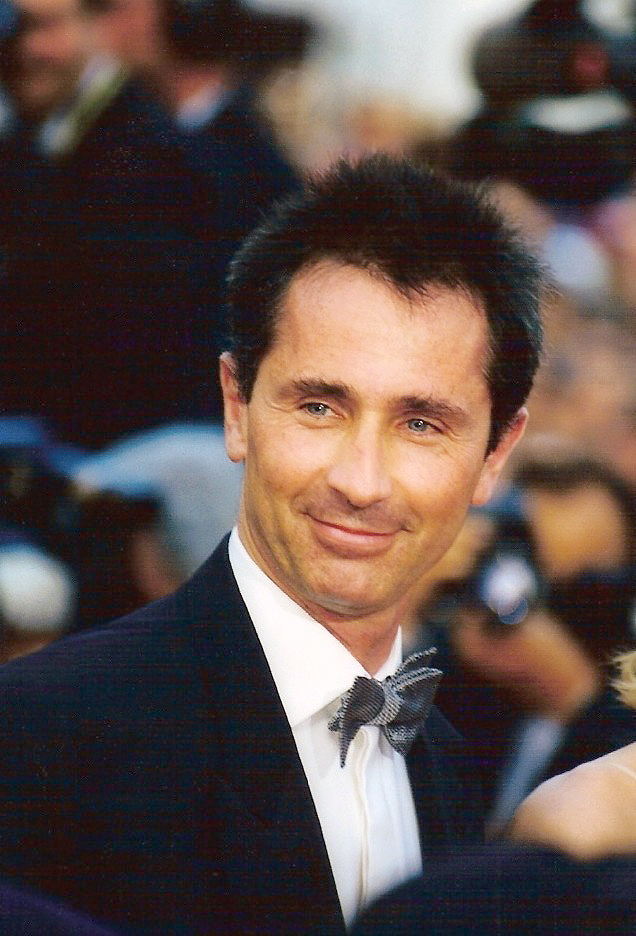
Thierry Lhermitte, interprète du rôle de Pierre Brochant.

- Jacques Villeret : François Pignon, employé à l'administration des impôts
- Thierry Lhermitte : Pierre Brochant, éditeur
- Francis Huster : Juste Leblanc, écrivain
- Daniel Prévost : Lucien Cheval, contrôleur fiscal
- Alexandra Vandernoot : Christine Brochant, femme de Pierre
- Catherine Frot : Marlène Sasseur
- Edgar Givry : Jean Cordier, ami de Pierre qui rencontre Pignon dans le train
- Christian Pereira : le docteur Sorbier
- Pétronille Moss : Louisette Blond, collègue de François
- Benoît Bellal : Bichaud, premier animateur qui invite le passionné de boomerang
- Pierre-Arnaud Juin : Boissonade
- Jacques Bleu : le troisième animateur
- Daniel Martin : Messignac
- Philippe Brigaud : le passionné de boomerang
- Elvire Meillière : Gisèle Grandgirard
- Michel Caccia : un invité
- Laurent Gendron : un invité
- Myckaël Georges Schar : le second animateur
- Rémy Roubakha : Carlier
- Candide Sanchez : l'employé de banque
- Bernard Alane : Pascal Meneaux (voix, non crédité)

## Bande originale
- Orchestre dirigé par Vladimir Cosma, arrangements d'Édouard Dubois, production musicale : Pierre-Richard Muller
- Musiciens : Philip Catherine (guitare), Romane (guitare), Jean-Michel Bertin
- Chanson générique : Le temps ne fait rien à l'affaire de Georges Brassens
- Le thème principal à la guitare manouche reprend celui de Courage fuyons (1979), déjà interprété par Philip Catherine à l'époque[10]. Vladimir Cosma a l'habitude de reprendre certaines compositions, plus ou moins remaniées, de film en film.

| Bande originale du Dîner de cons | Bande originale du Dîner de cons                  | Bande originale du Dîner de cons                | Bande originale du Dîner de cons | Bande originale du Dîner de cons | Bande originale du Dîner de cons | Bande originale du Dîner de cons | Bande originale du Dîner de cons | Bande originale du Dîner de cons | Bande originale du Dîner de cons |
| No                               | Titre                                             | Interprète(s)                                   | Durée                            |                                  |                                  |                                  |                                  |                                  |                                  |
| -------------------------------- | ------------------------------------------------- | ----------------------------------------------- | -------------------------------- | -------------------------------- | -------------------------------- | -------------------------------- | -------------------------------- | -------------------------------- | -------------------------------- |
| 1.                               | Dîner de cons (inst.) (version symphonique)       | Vladimir Cosma et le LAM Philharmonic Orchestra | 2:45                             |                                  |                                  |                                  |                                  |                                  |                                  |
| 2.                               | Le temps ne fait rien à l'affaire                 | Georges Brassens                                | 2:08                             |                                  |                                  |                                  |                                  |                                  |                                  |
| 3.                               | Dîner de cons (inst.) (version Phillip Catherine) | Vladimir Cosma et Philip Catherine              | 3:32                             |                                  |                                  |                                  |                                  |                                  |                                  |
| 4.                               | Christine et Brochant (inst.)                     | Vladimir Cosma                                  | 0:59                             |                                  |                                  |                                  |                                  |                                  |                                  |
| 5.                               | Manciniade (inst.)                                | Vladimir Cosma                                  | 3:20                             |                                  |                                  |                                  |                                  |                                  |                                  |
| 6.                               | Cheval, contrôleur fiscal (inst.)                 | Vladimir Cosma et le LAM Philharmonic Orchestra | 2:14                             |                                  |                                  |                                  |                                  |                                  |                                  |
| 7.                               | Con à grande vitesse (inst.)                      | Vladimir Cosma et Philip Catherine              | 2:16                             |                                  |                                  |                                  |                                  |                                  |                                  |
| 8.                               | Nincompoop (inst.)                                | Vladimir Cosma et ICE Group                     | 1:57                             |                                  |                                  |                                  |                                  |                                  |                                  |
| 9.                               | Pignon décomposé (inst.)                          | Vladimir Cosma                                  | 1:21                             |                                  |                                  |                                  |                                  |                                  |                                  |
| 10.                              | Marlène Sasseur, nymphomane (inst.)               | Vladimir Cosma                                  | 1:27                             |                                  |                                  |                                  |                                  |                                  |                                  |
| 11.                              | Départ de Christine (inst.)                       | Vladimir Cosma                                  | 1:06                             |                                  |                                  |                                  |                                  |                                  |                                  |
| 12.                              | Dîner de cons (inst.) (version Romane)            | Philip Catherine, Romane et Vladimir Cosma      | 3:31                             |                                  |                                  |                                  |                                  |                                  |                                  |
| 13.                              | Louche connexion (inst.)                          | Vladimir Cosma                                  | 2:42                             |                                  |                                  |                                  |                                  |                                  |                                  |
| 14.                              | Allo, Henry! (inst.)                              | Vladimir Cosma                                  | 3:15                             |                                  |                                  |                                  |                                  |                                  |                                  |
| 15.                              | Juste Leblanc (inst.)                             | Vladimir Cosma                                  | 1:29                             |                                  |                                  |                                  |                                  |                                  |                                  |
| 16.                              | Dîner de cons (inst.)                             | Philip Catherine, Romane et Vladimir Cosma      | 6:03                             |                                  |                                  |                                  |                                  |                                  |                                  |
| 40:05                            |                                                   |                                                 |                                  |                                  |                                  |                                  |                                  |                                  |                                  |

## Accueil

### Accueil critique
Sur l'agrégateur américain Rotten Tomatoes, le film récolte 74 % d'opinions favorables pour 46 critiques. Sur Metacritic, il obtient une note moyenne de 73⁄100 pour 19 critiques.

### Box-office
| Pays               | Nombre d'entrées   |
| ------------------ | ------------------ |
| France             | 9 247 509          |
| États-Unis         | 868 000,           |
| Espagne            | 633 457            |
| Belgique           | 428 110            |
| Canada             | 262 996            |
| Suisse             | 197 516,           |
| Italie             | 185 629            |
| Australie          | 99 000,            |
| Royaume-Uni        | 96 124             |
| Luxembourg         | 38 850             |
| Maroc              | 35 210             |
| Grèce              | 28 626             |
| Allemagne          | 20 726             |
| Hong Kong          | 18 800             |
| Venezuela          | 16 327             |
| Japon              | 14 000             |
| Portugal           | 11 654             |
| Hongrie            | 10 100             |
| République tchèque | 9 585              |
| Norvège            | 7 928              |
| Slovaquie          | 6 683,             |
| Croatie            | 4 542              |
| Roumanie           | 4 506              |
| Estonie            | 4 168              |
| Pologne            | 3 420              |
| Russie             | 2 490              |
| Irlande            | 1 093              |
| Islande            | 1 073              |
|                    |                    |
| Total hors France  | 3 010 613 entrées  |
| Total monde        | 12 258 122 entrées |

## Distinctions
Entre 1999 et 2000, Le Dîner de cons a été sélectionné 9 fois dans diverses catégories et a remporté 5 récompenses,.

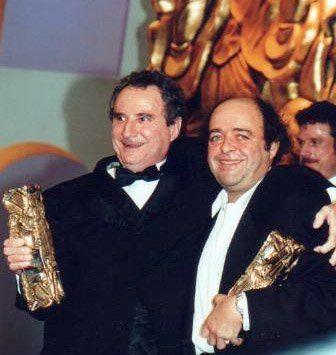
Daniel Prévost et Jacques Villeret avec leurs récompenses obtenues pour Le Dîner de cons, lors de la des César en 1999.

### Récompenses
- César 1999 :
  - César du meilleur acteur pour Jacques Villeret,
  - César du meilleur acteur dans un second rôle pour Daniel Prévost,
  - César du meilleur scénario original ou adaptation pour Francis Veber.
- Lumières de la presse internationale 1999 :
  - Lumière du meilleur scénario pour Francis Veber,
  - Lumière du meilleur acteur pour Jacques Villeret.

### Nominations
- César 1999 :
  - Meilleur film,
  - Meilleure actrice dans un second rôle pour Catherine Frot,
  - Meilleur réalisateur pour Francis Veber.
- Goyas 2000 : Meilleur film européen.

## Autour du film
- Les dîners de cons ont réellement existé, ainsi que le raconte André Pousse dans son autobiographie : « Avec Michel Audiard, on faisait de temps à autre un « dîner de cons ». C'est un jeu que j'avais expérimenté avec Jean Castel, sur une idée à lui. On se réunit à cinq ou six, et chacun d'entre nous invite le type le plus con qu'il connaît. Au premier abord, c'est un jeu qui semble méchant et prétentieux. Mais, si on réfléchit un peu, on s'aperçoit bien vite que ce n'est pas méchant, pour la bonne raison que les cons ne savent pas qu'ils le sont ! (...) Chacun doit mettre son con en valeur, le faire parler, le mettre en situation pour qu'il brille, alors, là, on peut atteindre des sommets[31]. »
- Avec plus de 9 millions d'entrées, Le Dîner de cons se classe deuxième du box-office français de l'année 1998 derrière Titanic[32].
- Le nom « François Pignon » est récurrent dans les œuvres de Francis Veber. On retrouve des personnages nommés ainsi sous les traits de Jacques Brel dans L'Emmerdeur d'Édouard Molinaro (scénarisé par Francis Veber), de Pierre Richard dans Les Compères et dans Les Fugitifs, de Daniel Auteuil dans Le Placard, de Gad Elmaleh dans La Doublure ainsi que de Patrick Timsit dans le remake de L'Emmerdeur.
- Le nom « Lucien Cheval » apparaît dans une des répliques du film Les Tontons flingueurs[33], mais aucune source ne permet d'attester que Francis Veber y a trouvé l'origine du nom du personnage joué par Daniel Prévost.
- Le film dure environ une heure et vingt minutes, contre deux heures pour la pièce originale. Il y a donc eu plusieurs changements dans l'adaptation. Ainsi, dans la version originale, Marlène dit à François Pignon être la sœur de Pierre Brochant ; au cinéma, pour faciliter la chose, « Sasseur » devient son nom de famille, ce qui entraîne un changement d'identité pour le médecin de Brochant, qui s'appelle à l'origine « Archambault » et devient « Sorbier » (pour expliquer sa présence sur le répertoire à la lettre S, comme Sasseur).
- Josef Schovanec, militant pour les droits des personnes autistes, remarque que les traits de personnalité de François Pignon sont ceux caractéristiques de l'autisme, alors que le concept de faire venir des « fous », notamment lors des séminaires de Jacques Lacan, avait lieu aux origines de la psychiatrie ou de la psychanalyse. « À l'époque de [la sortie du film], plusieurs personnes autistes ont eu la surprise, pour la première fois de leur vie et sans comprendre pourquoi, d'être invitées à dîner par leurs camarades de classe ou leur entourage professionnel. Les gens avaient fait le lien. »[34]
- Le footballeur Just Fontaine a inspiré à Francis Veber le choix du prénom de « Juste Leblanc »[35].

## Remakes
- Un film indien, Bheja Fry, est basé sur ce film. Réalisé par Sagar Ballary en 2007, l'histoire reste la même, bien que certains détails aient été changés pour adapter le film au contexte indien.
- The Dinner est un remake américain réalisé par Jay Roach, sorti en salles le 30 juillet 2010 aux États-Unis. Steve Carell interprète le rôle du « con » et Paul Rudd celui de l'hôte. L'invité venant avec un jour d'avance, le film montre donc aussi le dîner.
- La cena de los idiotas est une pièce de théâtre espagnole mise en scène par Juan José Afonso, qui est sortie le 18 janvier 2015 en Espagne. Les différents rôles sont joués par Josema Yuste, David Fernández, Félix Álvarez « Felisuco », Esperanza Lemos, José Luis Mosquera et Natalia Ruiz[36].